# HD 29559
HD 29559 är en ensam stjärna i den mellersta delen av stjärnbilden Gravstickeln. Den har en skenbar magnitud av ca 6,41 och är mycket svagt synlig för blotta ögat där ljusföroreningar ej förekommer. Baserat på parallax enligt Gaia Data Release 2 på ca 8,0 mas, beräknas den befinna sig på ett avstånd på ca 407 ljusår (ca 125 parsek) från solen. Den rör sig bort från solen med en heliocentrisk radialhastighet på ca 24 km/s.

## Egenskaper
HD 29559 är en vit till blå stjärna i huvudserien av spektralklass A3 V(s), som har skarpa absorptionslinjer och hög rotationshastighet. Den har en massa som är ca 1,9 solmassor, en radie som är ca 3,2 solradier och har ca 34 gånger solens utstrålning av energi från dess fotosfär vid en effektiv temperatur av ca 7 900 K.